# G. W. Webb
George W. Webb (* 4. September 1824 im Washington County, Maryland; † vor 16. Juni 1920 in Oregon) war ein US-amerikanischer Geschäftsmann und Politiker (Demokratische Partei).

## Werdegang
George W. Webb, Sohn von Mary und William C. Webb, wurde 1824 im Washington County geboren und wuchs dort auf. Er hatte elf Geschwister. Seine Jugendjahre waren von der Wirtschaftskrise von 1837 überschattet und die Folgejahre vom Mexikanisch-Amerikanischen Krieg. Im Alter von 18 Jahren zog er nach Missouri. Webb verbrachte dort die folgenden 20 Jahre. Im Verlauf dieser Zeit wuchs in ihm die Absicht nach Westen zu gehen. Er zog dann nach Boise (Idaho), wo er die folgenden zwei Jahre in den Bergwerken arbeitete. Diese Zeit war vom Bürgerkrieg überschattet. 1864 kehrte er nach Missouri zurück. Im Frühjahr 1865 überquerte er dann mit seiner Familie die Great Plains. Dabei führte sie ihre Reise mit ihren Maultiergespannen über heißen Sand und Bergpässe. Sie kamen in Union County an, wo sie dann 10 Jahre lang lebten. 1875 verlegten sie ihren Wohnsitz nach Pendleton (Umatilla County), wo Webb die meiste Zeit von da an verbrachte.
Im Laufe der Jahre nahmen seine Unternehmensbeteiligungen zu. Seine Investitionen wurden dabei mit Bedacht vorgenommen und durch umsichtiges Management stieg sein Wohlstand. Während dieser Zeit wurde er 1876 für eine vierjährige Amtszeit zum Treasurer von Umatilla County gewählt. Er war auch mehrere Male Alderman von Pendleton. In diesem Zusammenhang unterstützte er viele Vorhaben, die zu Bauprojekten und Erschließung der Stadt führten. Bei den Wahlen im Jahr 1886 wurde er für eine vierjährige Amtszeit zum Treasurer of State von Oregon gewählt. Er bekleidete den Posten vom 10. Januar 1887 bis zum 12. Januar 1891.
Nach dem Ende seiner Amtszeit zog er nach La Grande (Union County). Von da an pendelte er zwischen diesem Ort und Pendleton.
Seine politische Loyalität galt, seit der Zeit als ihm das Franchising erteilt wurde, stets der Demokratischen Partei. Er nahm zumeist eine aktive Rolle in der Partei ein und förderte deren Belange. Dabei tat er alles, um das Wachstum und den Erfolg seiner Partei sicherzustellen. Er war der festen Überzeugung, dass deren Prinzipien die Faktoren einer guten Regierung darstellten.
Nach seinem Tod 1920 wurde er auf dem Grandview Cemetery in La Grande beigesetzt. Seine Beerdigung fand am 16. Juni 1920 statt.

## Independent Order of Odd Fellows
Webb gehörte dem Independent Order of Odd Fellows an. 1855 trat er in Missouri der Shelby Lodge Nr. 16 bei. Nach seiner Ankunft in Oregon gehörte er der Eureka Lodge Nr. 32 in Pendleton an und war später eines der Gründungsmitglieder der La Grande Lodge sowie ihr erster Noble Grand. 1910 wurde ihm für seine 55-jährige Mitgliedschaft ein Veteran's Juwel von seiner Heimatloge verliehen. In diesem Zusammenhang stellte die La Grande Lodge bei einem Nachtappell ein Porträt von Webb vor, welches heute zu einem der wertvollsten Besitztümer der Loge gehört.

## Familie
Am 28. März 1849 heiratete er Miss Mary E. McDaniel († 5. Dezember 1895) aus Virginia. Das Paar bekam fünf Kinder: Dana, Elizabeth, Anna M., A. G. und Kate. Über seine Kinder ist folgendes bekannt: Anna M. war die Ehefrau von J. H. Stevens aus La Grande, A. G. lebte in Wallace (Idaho) und Kate war die Ehefrau von Frank Frazier aus Pendleton.